# Jean-Baptiste Nothomb

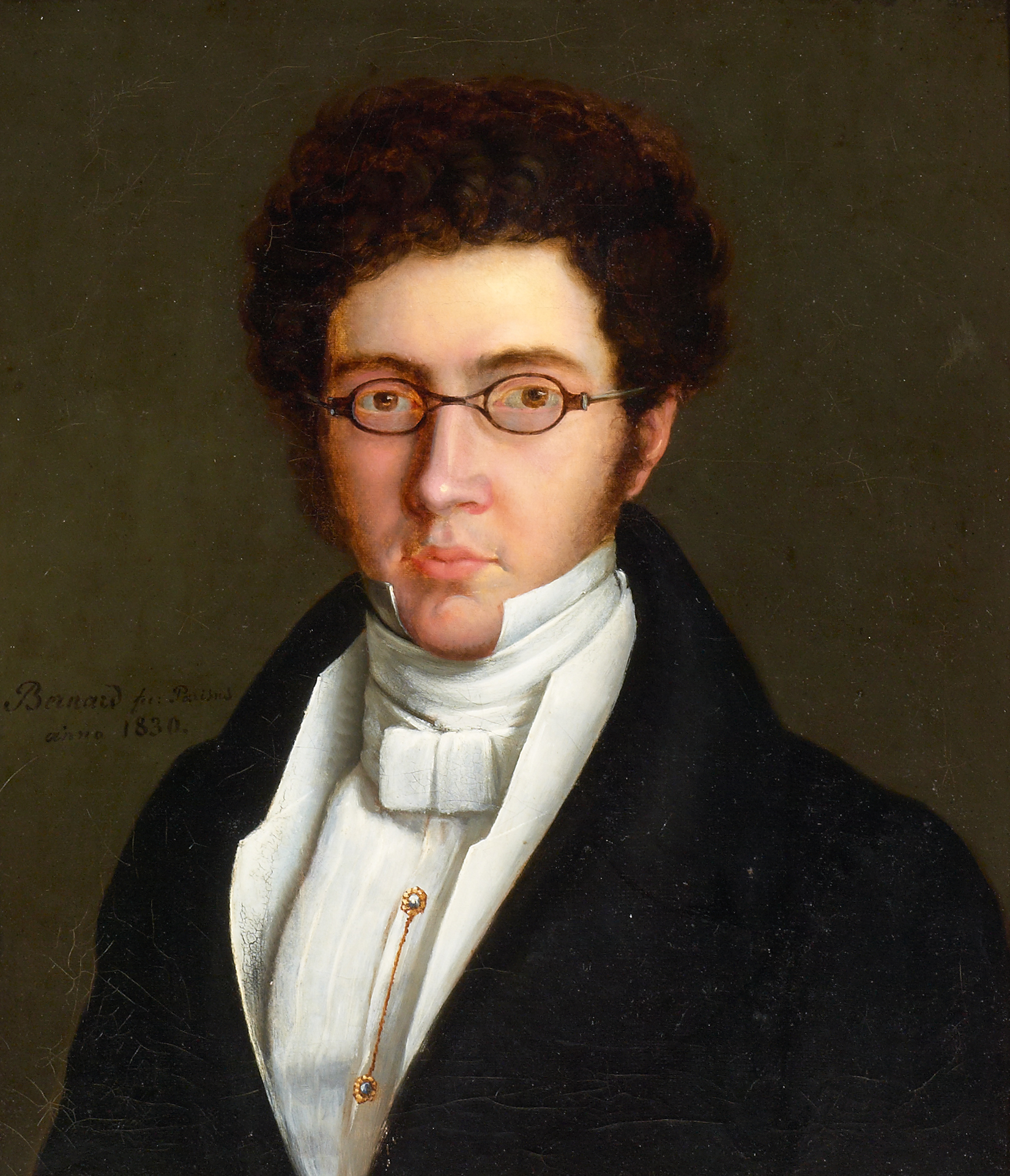
Nothomb geschilderd in 1830 door Jean-Baptiste Bernard

Jean Baptiste Nothomb (Messancy, 3 juli 1805 – Berlijn, 16 september 1881) was een Belgisch staatsman en diplomaat die een belangrijke rol speelde bij het tot stand komen van de Belgische staat. Zo was hij een van de opstellers van de Belgische grondwet en onderhandelde hij over de verdragen die de Belgische onafhankelijkheid garandeerden.

## Levensloop
Jean Baptiste baron Nothomb was afkomstig uit een Luxemburgse familie. Hij was een zoon van de deurwaarder Jean-Baptiste Nothomb en van Hélène Schuweyler.
Hij liep school op het atheneum van Luxemburg en studeerde van 1822 tot 1826 rechten aan de Rijksuniversiteit Luik. Daarna werkte hij als advocaat in Brussel en engageerde hij zich in het verzet tegen de regering van koning Willem I, onder meer als journalist bij de Courrier des Pays-Bas. In 1829 werd hij hoofdredacteur van de Brusselse Gazette des Tribunaux.

## Rol in de Belgische Revolutie
Bij het uitbreken van de Belgische Revolutie bevond Nothomb zich in Luxemburg. Hij begaf hij zich meteen naar Brussel, waar hij actief aan de gewelddaden deelnam. Bij de totstandkoming van het Voorlopig Bewind in november 1830 werd hij zowel lid van het Diplomatiek Comité als secretaris van het Grondwetscomité. In die laatste rol had hij een grote invloed op de tekst van de nieuwe grondwet.
Kort daarop werd hij voor het arrondissement Aarlen verkozen in het Nationaal Congres. Met zijn 25 jaar was hij jongste lid van het Congres. Hij had er in het grondwetscomité voor geijverd dat de minimumleeftijd voor verkiesbaarheid tot 25 jaar werd teruggebracht.
Door zijn afkomst was Nothomb sterk bezig met de "Luxemburgse kwestie". Het groothertogdom Luxemburg was bestuurd als een provincie van het Verenigd Koninkrijk der Nederlanden, hoewel het een apart internationaal statuut had. De Belgische grondwet beschouwde Luxemburg als een Belgische provincie, maar de grote mogendheden waren geneigd het als een apart groothertogdom voor Willem I te laten.
Nothomb was een van de eerste theoretici van het Belgisch nationalisme. In 1833 schreef hij ter verdediging van de Belgische Revolutie het Essai historique et politique sur la révolution belge. Nothomb betoogde hierin dat de Belgische identiteit lang voor 1830 was ontstaan. Ondanks verschillen op bijvoorbeeld taalgebied vormden de Belgen volgens hem een feitelijke eenheid met een gevoel van gemeenschappelijkheid en de wens om samen verder te leven. Ook was hij voorstander van een nationale taal, het Frans, dat hij beschouwde als een belangrijke staatsfactor. Daarnaast legde Nothomb de nadruk op de scheiding tussen taal en politiek: door de Franse taal zou het intellectuele België tot de Franse cultuurwereld behoren, maar het land moest op grond van zijn politieke opvattingen neutraal blijven tegenover de Europese grootmachten.

## Onderhandelaar in Londen
Begin 1831 werd Nothomb de eerste secretaris-generaal van het Belgische ministerie van Buitenlandse Zaken, wat hij bleef tot in 1837. In die hoedanigheid voerde hij in Londen onderhandelingen met de grote mogendheden over de Belgische onafhankelijkheid. Dankzij zijn grote kennis van historische geografie, in het bijzonder over oude Spaanse en Duitse enclaves in Noord-Nederland, maakte hij een opening in de Grondslagen van de Scheiding, die leidde tot de voor België meer voordelige XVIII Artikelen. Door uitwisseling van enclaves kwam er uitzicht op gebiedswinst in Limburg en Luxemburg. Vooral zijn gesprekken op 9 juni 1831 met Lord Palmerston en de volgende dag met eerst minister Lord Grey waren doorslaggevend.  
Nothomb maakte ook deel uit van de Belgische delegatie die Leopold van Saksen-Coburg de Belgische kroon aanbood. Op 21 juli 1831 las hij – als secretaris van het Congres – de eedformule voor bij de eedaflegging van de nieuwe koning.   
Toen na de Tiendaagse Veldtocht de internationale positie van België verslechterde, doordat het regime slechts met Franse steun overeind kon blijven, werd Nothomb opnieuw naar Londen gezonden voor onderhandelingen met de mogendheden. Wat uit de bus kwam, het Verdrag der XXIV Artikelen, was voor België minder voordelig. De eerder gemaakte onderhandelingsopeningen werden niet verzilverd. Wel slaagde Nothomb er in om het (Franstalige) westen van Luxemburg te behouden, met inbegrip van zijn eigen (hoofdzakelijk Duitstalige) geboortestreek rond Aarlen. Aan minister Charles Le Hon schreef hij bedroefd dat diens lijn door de gemeente Rodange hem in twee sneed. In een nogal bitse repliek vroeg Le Hon wat zijn familie dan ook voorbij Rodange te zoeken had. Nothomb besefte dat het resultaat, hoe pijnlijk ook, moest worden aanvaard en hij wierp zijn gewicht in de schaal om het door het parlement te loodsen.

## Minister en gezant in Duitsland
Nothomb bleef de jaren nadien nog secretaris-generaal van Buitenlandse Zaken en was van 1831 tot 1848 ook lid van de Kamer van Volksvertegenwoordigers voor het arrondissement Aarlen. Hoewel van liberale strekking, toonde hij zich een groot voorstander van het unionisme.
In 1837 werd hij minister in de regering-De Theux de Meylandt I, als titularis het nieuwe ministerie van Openbare Werken. Hij lag daardoor mede aan de basis van het dichte spoorwegnet dat in België uitgebouwd werd. In die functie verdedigde hij ook de definitieve goedkeuring van het Verdrag der XXIV Artikelen.
Na de val van de regering-De Theux in 1840 werd hij benoemd tot Belgisch gezant bij de Duitse Bond in Frankfort. In 1841 keerde hij naar België terug om een nieuwe unionistische regering te vormen, waarin de portefeuilles evenwichtig verdeeld werden onder katholieken en liberalen. Nothomb werd hiervan kabinetsleider en minister van Binnenlandse Zaken. Van 1842 tot 1843 beheerde hij ook de portefeuille van Justitie.
Onder zijn impuls werd wel de eerste organieke Schoolwet goedgekeurd. Deze wet voorzag minstens één lagere school per gemeente, waar ook godsdienstonderwijs moest worden gegeven. Dit was een toegeving aan de katholieken die door veel liberalen moeilijk aanvaard werd.
Bij de verkiezingscampagne van 1845 was er vanuit liberale hoek veel kritiek op de regering en toen de liberalen de verkiezingen wonnen (al waren er toen nog geen duidelijke partijen) zag Nothomb dat als een afstraffing van de unionistische regeringsformule en diende hij het ontslag van zijn regering in.
Nothomb werd na zijn aftreden in 1845 minister van Staat. Hetzelfde jaar werd hij benoemd tot Belgisch gezant in Berlijn. Hij bleef tegelijk volksvertegenwoordiger tot 1848, toen een wet de cumulatie van een parlementair mandaat met een staatsambt verbood. Tot aan zijn dood in 1881 vertegenwoordigde hij met succes België in Pruisen, sinds 1871 in het Duitse Rijk.

## Familie
Jean-Baptiste Nothomb was gehuwd met Wilhelmine Boch, de dochter van een Saarlandse grootindustrieel. Hij was een halfbroer van de vooraanstaande katholieke politicus Alphonse Nothomb. Zijn broer Jean-Pierre was de grootvader van de dichter-politicus Pierre Nothomb, die op zijn beurt de vader van de politicus Charles-Ferdinand Nothomb en de overgrootvader van de schrijfster Amélie Nothomb was.

## Cartografie
Nothomb had veel interesse voor cartografie. Hij had de gewoonte om bij zijn verslagen lithografische kaarten toe te voegen. Het is ook niet verwonderlijk dat hij, in hoedanigheid van de minister van de Openbare Werken, opdracht gaf tot het opstellen van de topografische kaart van België. Dit project werd uitgevoerd in samenwerking tussen het ministerie en de particuliere instelling Etablissement Géographique de Bruxelles. De kaart werd op een schaal 1:80.000 opgesteld en verscheen tussen 1841 en 1853 op 25 bladen.

## Eerbetoon
Er zijn verschillende straten en pleinen naar hem genoemd:
- in Etterbeek de Nothombstraat
- in Brasschaat de Nothomblei

In Luik is ook een standbeeld van hem opgericht.